# Schachtelbrut
Die Schachtelbrut bzw. Brutverschachtelung ist ein vogelkundlicher Fachbegriff; dabei kommt es zu einer zeitlichen Überlappung zweier Bruten einer Vogelart. Da nur die Weibchen Eier legen, handelt es sich immer um die verschachtelten Bruten eines Weibchens. Während die eine Brut noch nicht flügge ist, paart sich das Weibchen aufs Neue, legt Eier und beginnt wieder zu brüten. Die erste Brut wird vom Männchen allein hochgebracht. Das Männchen der Zweitbrut kann dabei dasjenige der Erstbrut sein, aber auch ein anderes Männchen. Beides wird beispielsweise bei Schleiereulen oder Zwergtauchern beobachtet. Voraussetzung für eine erfolgreiche Verschachtelung der Bruten ist ein sehr günstiges Nahrungsangebot, deshalb werden Brutverschachtelungen auch häufig bei Eulen während sogenannter Mäusegradationen beobachtet.
Weiterhin kommt Schachtelbrut bei Wildtauben (zum Beispiel Ringeltaube), Eisvögeln und anderen vor.
Siehe auch Polyandrie, Polygynie.